# Karl Thürnau (Bauingenieur)
Karl Thürnau (* 28. Juli 1877 in Hannover; † 29. September 1944 in Darmstadt) war ein deutscher Bauingenieur und Hochschullehrer.

## Leben
Karl Heinrich August Thürnau wurde 1877 als Sohn von Heinrich Thürnau und Auguste Goggert in Hannover geboren. Er stammte aus bescheidenen Verhältnissen. Er besuchte die Schule und ein Gymnasium seiner Heimatstadt und studierte nach dem Abitur Bauingenieurwesen an der TH Hannover. Das Studium schloss er im Frühjahr 1902 erfolgreich mit dem Diplom ab. Seit Dezember 1901 war er Regierungsbauführer für das Wasser- und Straßenbaufach. 1906 wurde er Regierungsbaumeister. 
Im Februar 1910 entdeckte Thürnau den Zusammenhang zwischen den Versickerungen von Oder und Sieber im Südharz und der Rhumequelle. Den Beweis führte er mithilfe hydrologischer Untersuchungen durch Einfärbung des Wassers.
Ende 1912 wurde er zum Dr.-Ing. promoviert. Von 1913 bis 1919 war er Vorstand des Talsperrenverbandes Edersee. Danach ernannte man ihn zum Regierungs- und Baurat und Vorstand des Wasserbauamtes in Kassel.  
Zum 1. Oktober 1920 wurde er ordentlicher Professor für Ingenieurwissenschaften an der TH Darmstadt. Hier trat er die Nachfolge von Alexander Koch (1852–1923) an. Von 1926 bis 1928 war er Dekan der Abteilung Bauingenieurwesen an der TH Darmstadt.
Thürnau gelang es, eine größere Versuchsanstalt für Wasserbau in einem eigenen Gebäude außerhalb des Innenstadtcampus der TH Darmstadt zu errichten. Diese löste die 1904 im Sockelgeschoss des Ostflügels des Alten Hauptgebäudes geschaffene Einrichtung ab. So wurde von 1932 bis 1934 eine Wasserbauversuchsanstalt in den Räumen der ehemaligen Exerzierhalle an der Elisabethenstraße in Darmstadt geschaffen. 
Die Versuchsanstalt für Wasserbau mit einer Grundfläche von ca. 90 mal 300 Meter wurde am 1. Oktober 1934 ihrer Bestimmung übergeben. Als Versuchseinrichtungen waren Rinnen, Modelle und eine Hochdruckanlage vorhanden. Thürnau hat die Versuchsanstalt zunächst bis zu seiner Emeritierung im September 1939 betrieben. Da die Professur durch den Beginn des Zweiten Weltkrieges zunächst nicht wiederbesetzt wurde, hat Thürnau die Geschäfte bis Juli 1941 kommissarisch weitergeführt.
Karl Thürnaus Verhalten im Nationalsozialismus ist umstritten. Dies bezieht sich sowohl auf sein Verhalten bei der Entlassung seines Kollegen Adolf Kleinlogel im Jahre 1935 als auch auf seine Mitarbeit im Sachverständigenausschuss des Reichskommissars für die Wiedervereinigung Österreichs mit dem Deutschen Reich, der den Anschluss Österreichs an das Deutsche Reich als „ökonomisches Rationalisierungs- und Modernisierungsprojekt“ auffasste. 
Karl Thürnau starb im Alter von 67 Jahren im September 1944 an den Folgen des wenige Tage zuvor erfolgten verheerenden Bombenangriffs auf Darmstadt. Bei diesem Angriff wurde auch die Versuchsanstalt für Wasserbau komplett zerstört. Thürnau war seit 1910 mit Erna Lindemann verheiratet.

## Veröffentlichungen
- 1913: Der Zusammenhang der Rhumequelle mit der Oder und Sieber, Berlin.
- 1936: Die Wasserbauversuchsanstalt, in: Hundert Jahre Technische Hochschule Darmstadt – Ein Bild ihres Werdens und Wirkens, Darmstadt 1936, S. 78–83.